# Anytos (Erzieher der Despoina)

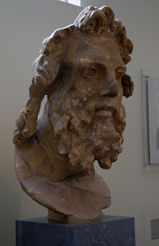
Kopf des Anytos aus dem Heiligtum in Lykosura

Anytos (altgriechisch Ἄνυτος Ánytos) war in der griechischen Mythologie der Erzieher der Despoina, der Tochter der Demeter.
Pausanias zufolge war er einer der Titanen. Anytos wurde in dem der Despoina geweihten Tempel nahe dem arkadischen Hügel Akakesion in Lykosura mit einer Statue geehrt, die dort in der Statuengruppe des Damophon stand. Das Original dieser Statue befindet sich jetzt im Archäologischen Nationalmuseum in Athen, Abgüsse gibt es im Museum von Lykosura.
Da die der Despoina in vieler Beziehung entsprechende Persephone aber von Kureten erzogen wurde und Pausanias an der betreffenden Stelle ebenfalls Kureten erwähnt, zudem im Heiligtum der Demeter und Despoina bei Lykosura der neben Despoina stehende Anytos als Mann in Rüstung dargestellt wird, was ikonographisch eher einem Kureten entspricht, hat man angenommen, Anytos wäre einer der Kureten.